# ماهی گل
ماهی گِل (انگلیسی: Mahi Gill؛ زادهٔ ۱۹ دسامبر ۱۹۷۵) یک هنرپیشه اهل هند است.
از فیلم‌های معروف او می‌توان به بازی در فیلم گلوله راجا، نترس، نترس ۲، زنجیر و دو.دی بازی کرده‌است.

## فیلم‌شناسی
فهرست برخی از فیلم‌هایی که ماهی گل در آنها به ایفای نقش پرداخته‌است:
- گلوله راجا
- نترس
- نترس ۲
- زنجیر
- دو.دی
- پان سینگ تومار
- استاد، همسر و گنگستر بازمی‌گردند
- استاد، همسر و گنگستر
- استاد، همسر و گنگستر ۳
- نترس ۳
- حمل جاتا